# Henri Manders
Henri Manders, né le 2 mars 1960 à La Haye, est un coureur cycliste néerlandais. Professionnel de 1983 à 1992, il a notamment remporté une étape du Tour de France.

## Palmarès

### Palmarès amateur
- 1982
  - Tour de Grèce
  - Drielandenomloop

### Palmarès professionnel
- 1983
  - 3eb étape de Paris-Nice (contre-la-montre par équipes)
- 1984
  - 2e de la Puivelde Koerse
  - 5e de la Flèche wallonne
- 1985
  - 5e étape du Tour de France
  - Circuit des frontières
- 1986
  - 3e du Circuit de la vallée de la Lys
- 1987
  - 12e étape du Herald Sun Tour
- 1989
  - 10e étape du Herald Sun Tour
- 1990
  - 3e de l'Étoile de Bessèges
  - 3e du championnat des Pays-Bas sur route

## Résultats sur les grands tours

### Tour de France
7 participations 
- 1983 : 81e
- 1984 : 107e
- 1985 : 91e, vainqueur de la 5e étape
- 1989 : 104e
- 1990 : 113e
- 1991 : 144e
- 1992 : 129e

### Tour d'Espagne
2 participations
- 1983 : 56e
- 1987 : abandon (19e étape)